# Шавьер, Жорже
Жо́рже де Мо́ура Шавье́р, также известный как Жоржи́ньо (порт. Jorge de Moura Xavier; Jorginho; 5 января 1991, Гояния) — бразильский футболист, полузащитник клуба «Атлетико Гоияниенсе».

## Биография
Жорже — воспитанник клуба «Вила-Нова». В 2010 году Жорже дебютировал за основной состав клуба. За два сезона в клубе, он сыграл 29 игр и забил один гол, а также побывал в аренде в клубе «Гремио» (Анаполис). Покинув «Вила-Нову», Жорже стал игроком «Атлетико Гоияниенсе», сыграв более ста матчей. Дважды игрок побывал в аренде, в корейском «Соннаме» и саудовском «Аль-Кадисия».
В 2020—2021 годах права на Жоржиньо принадлежали «Атлетико Паранаэнсе», однако за эту команду игрок выступал мало. В 2021 году на правах аренды довольно регулярно играл за «Сеару».
С 2022 года вновь выступает за «Атлетико Гоияниенсе». Помог команде добиться высшего достижения на международной арене — дойти до полуфинала Южноамериканского кубка. В ходе турнира Жорже Шавьер забил три мяча — два на групповом этапе, а также первый мяч в первой полуфинальной игре против «Сан-Паулу» (3:1).

## Титулы
- Чемпион штата Сеара (3): 2014, 2019, 2022
- Победитель бразильской Серии B (1): 2016